# Владимир Бенчић
Владимир Владо Бенчић (Бјеловар, 23. децембар 1896 — Београд, 1970) био је српски фото-репортер, атељејски фотограф. Деловао је између 1920. и 1950. године.
Захваљујући полубрату по мајци, фотографу Милану Савићу, дошао у Београд почетком 20-их година 20. века. Осим у братовом атељеу, првобитно радио и као слободан фотограф-репортер, и сарадник београдског листа Недељне илустрације. Око 1925. отворио је сопствени атеље (улица Поенкарева 30-32; затим улица Краља Милана 26, „испред хотела Лондон“, а касније се спомиње у истој улици, у бр. 84). Атеље се сврстао међу најзначајније у Београду између два рата. Као активан члан управе (и помоћни секретар 1928-31) "Удружења србијанских фотографа", био је и истакнути организатор у својој струци. 

## Особине рада и дела
Као атељејски фотограф превасходно је грађански портретиста, али се својим повремено неконвенционалним приступом издвајао од тадашњих стандарда струке. Међу првима се ослободио артифицијелних позадина и сувишног мобилијара, што је иначе одлика тога раздобља у опреми фот. атељеа, а истицао се и портретима са покушајем психолошког продубљивања фотографисане личности.
Остварио је и запажене портрете глумаца (нпр. Портрет Даре Милошевић, око 1930) као и многобројне сценске фотографије за Народно позориште у Београду. Стизао је да буде и фотографски хроничар Београда, кроз снимке ведута и панорама града, који су објављивани у дневној штампи или на разгледницама. Међу ретким фотографима у Србији имао је приступ на двор Карађорђевића, па се према многим фотографијама (нпр. Венчање принца Павла Карађорђевића и принцезе Олге, 1923, и другим) објављеним, или сачуваним у збиркама, може сматрати истрајним визуелним хроничарем дворског живота у Србији између два светска рата. Год. 1936. среће се као „Фото Бенчић“ у Цриквеници, Хрватска, а 1948. под истом фирмом и у Дубровнику, али ту је реч о сезонском раду (у тим привременим атељеима су преко лета радили његови блиски рођаци, или помоћници).

## Збирке, изложбе, оцене дела
Највећи део Бенчићевог опуса превасходно спада у грађанску занатску фотографију споменарског типа, снимљеног за приватну употребу, и као такав углавном није сачуван. Највеће вредности у његовим делима налазе се међу дворских и позоришним портретима и призорима опште документације (нпр. уличне сцене, спортски слетови, архитектура Београда...). Многа његова дела сачувана су у музејима (нпр. Музеј позоришне уметности Србије, Музеј града Београда, Архив Србије) и у збиркама фотографија приватних сакупљача.
Два његова дела уврштена су у критичку ретроспективу - поводом 150 година фотографије у свету: „Фотографија код Срба 1839-1989“, Галерија САНУ, Београд, 1991. Тај, вреднији, део опуса је недовољно истражен, углавном је непознат јавности, али је запажен од струке и критике, а Бенчићево име је уврштено у Енциклопедију српског народа.